# Paulsboro
Paulsboro és una població dels Estats Units a l'estat de Nova Jersey. Segons el cens del 2006 tenia 6.062 habitants.

## Demografia
Segons el cens del 2000, Paulsboro tenia 6.160 habitants, 2.353 habitatges, i 1.614 famílies. La densitat de població era de 1.213,5 habitants/km².
Dels 2.353 habitatges en un 33,1% hi vivien nens de menys de 18 anys, en un 38% hi vivien parelles casades, en un 24,7% dones solteres, i en un 31,4% no eren unitats familiars. En el 26,9% dels habitatges hi vivien persones soles l'11,6% de les quals corresponia a persones de 65 anys o més que vivien soles. El nombre mitjà de persones vivint en cada habitatge era de 2,61 i el nombre mitjà de persones que vivien en cada família era de 3,15.
Per edats la població es repartia de la següent manera: un 28,8% tenia menys de 18 anys, un 8,3% entre 18 i 24, un 29,8% entre 25 i 44, un 19,3% de 45 a 60 i un 13,9% 65 anys o més.
L'edat mediana era de 34 anys. Per cada 100 dones de 18 o més anys hi havia 81,7 homes.
La renda mediana per habitatge era de 35.569 $ i la renda mediana per família de 41.359 $. Els homes tenien una renda mediana de 32.313 $ mentre que les dones 24.779 $. La renda per capita de la població era de 16.368 $. Aproximadament el 14,6% de les famílies i el 17,7% de la població estaven per davall del llindar de pobresa.

## Poblacions més properes
El següent diagrama mostra les poblacions més properes.